# Ethelurgus sodalis
Ethelurgus sodalis là một loài tò vò trong họ Ichneumonidae.